# Paul Douglas
Paul Douglas (Salem, 1892. március 26. – Washington, 1976. szeptember 24.) az Amerikai Egyesült Államok szenátora (Illinois, 1949–1967).